# Hinjce
Hinjce je naselje v Občini Sevnica, ustanovljeno leta 2006 iz dela naselja Goveji Dol.